# Сю-баши
Сю-баши или сю-беги (тур. subaşı; арабский эквивалент ка'ид или мукаддам, то есть воевода) — одно из должностей или званий военачальника, главнокомандующего у тюрков огузов. Как пишет историк Ковалевский[какой?], под командованием сю-баши были такие военные чины, как йинал, тархан, йаглыз, йугруш. Сю-баши были очень влиятельными лицами  государства и считались «только с советом своих военачальников» и даже вмешивались в дела верховных правителя ябгу, а также выступали против них.

## Известные носители
- Тоньюкок
- Сельджук
- Токак